# Metachrostis batanga
Metachrostis batanga is een vlinder uit de familie van spinneruilen (Erebidae). De wetenschappelijke naam van deze soort werd voor het eerst voorgesteld als Eublemma batanga door Max Wilhelm Karl Draudt in een publicatie uit 1950.
De soort komt voor in China (Sichuan).